# Kleine Synagoge (Erfurt)

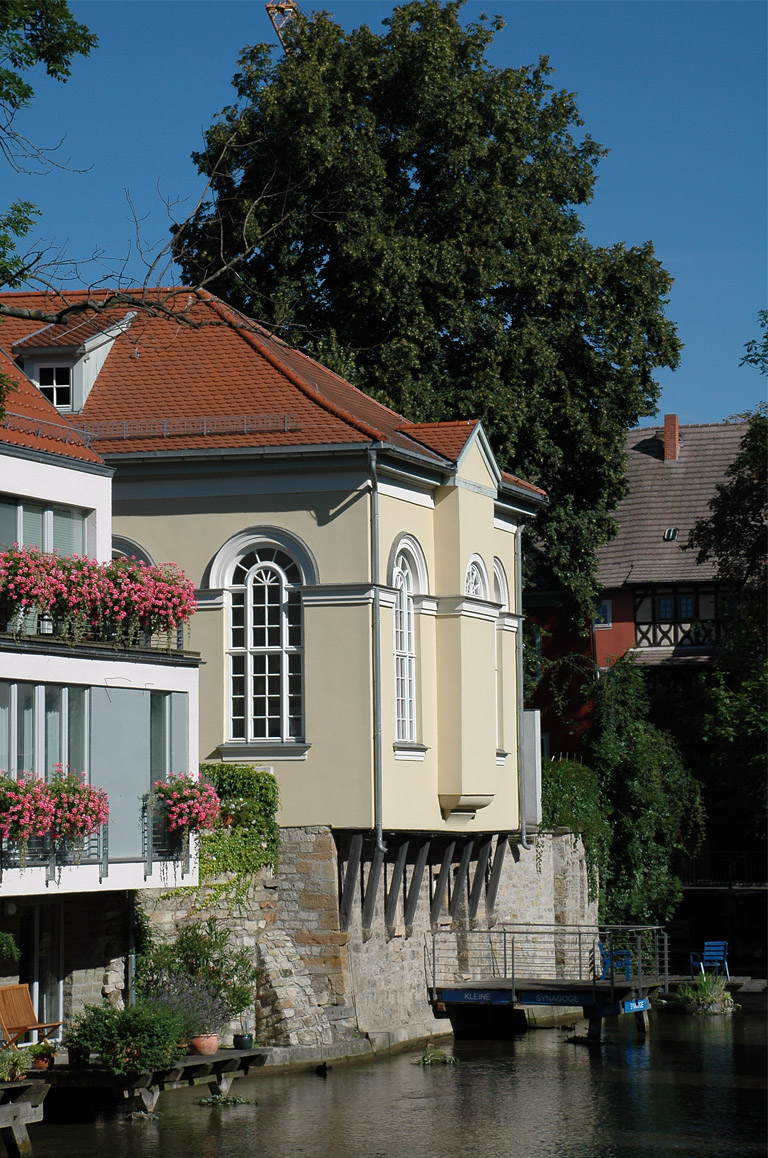
Die Kleine Synagoge

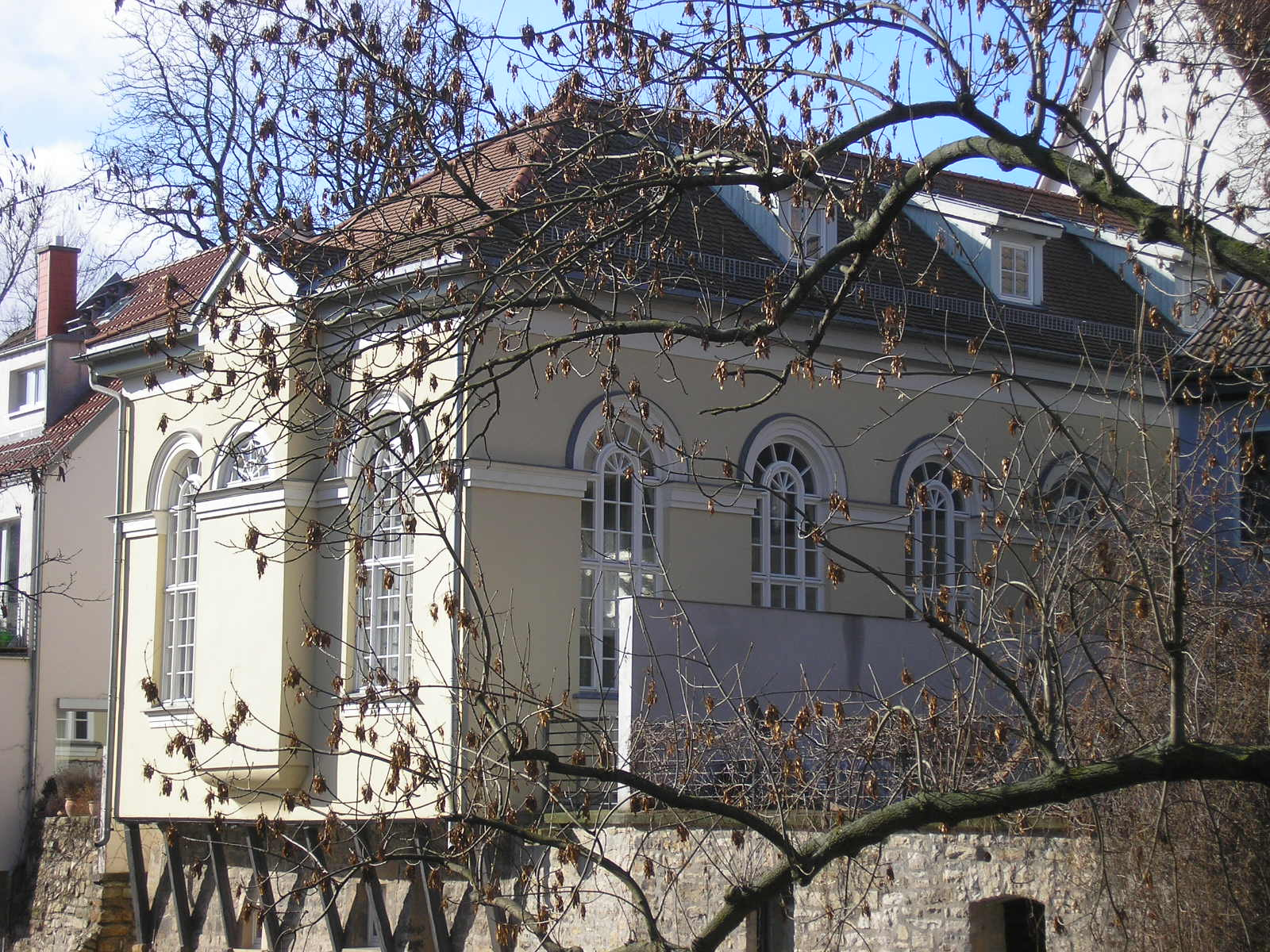
Ansicht von der anderen Seite

Die Kleine Synagoge ist eine ehemalige Synagoge in der thüringischen Landeshauptstadt Erfurt. Sie liegt in der Altstadt direkt an der Gera hinter dem Rathaus und wird seit 1993 als Kulturzentrum genutzt.

## Geschichte
Seit Anfang des 19. Jahrhunderts konnten sich wieder Juden im jetzt preußischen Erfurt ansiedeln. Am 10. Juli 1840 weihte die jüdische Gemeinde die Synagoge ein, die heute als Kleine Synagoge bezeichnet wird. Nachdem die jüdische Gemeinde in der zweiten Hälfte des 19. Jahrhunderts schnell gewachsen war, wurde die Synagoge zu klein und man beschloss, eine neue, größere Synagoge zu bauen. So entstand 1884 die Große Synagoge am Kartäuserring (heute Juri-Gagarin-Ring). Daraufhin wurde die Kleine Synagoge verkauft und profaniert und diente als Destille. 1918 wurde das inzwischen in städtischem Besitz befindliche Gebäude zum Wohnhaus umgebaut. Daher überstand das Gebäude die Zeit des Nationalsozialismus unbeschadet und wurde bis 1993 weiter als Wohnhaus genutzt.
1992 wurde die Kleine Synagoge unter Denkmalschutz gestellt, anschließend saniert und zum jüdisch-deutschen Begegnungszentrum umgebaut. Dabei wurde der Originalzustand des Inneren wiederhergestellt.